# Copelatus striaticollis
Copelatus striaticollis là một loài bọ cánh cứng trong họ Bọ nước. Loài này được Lucas miêu tả khoa học năm 1857.